# Codice di condotta dell'Aia

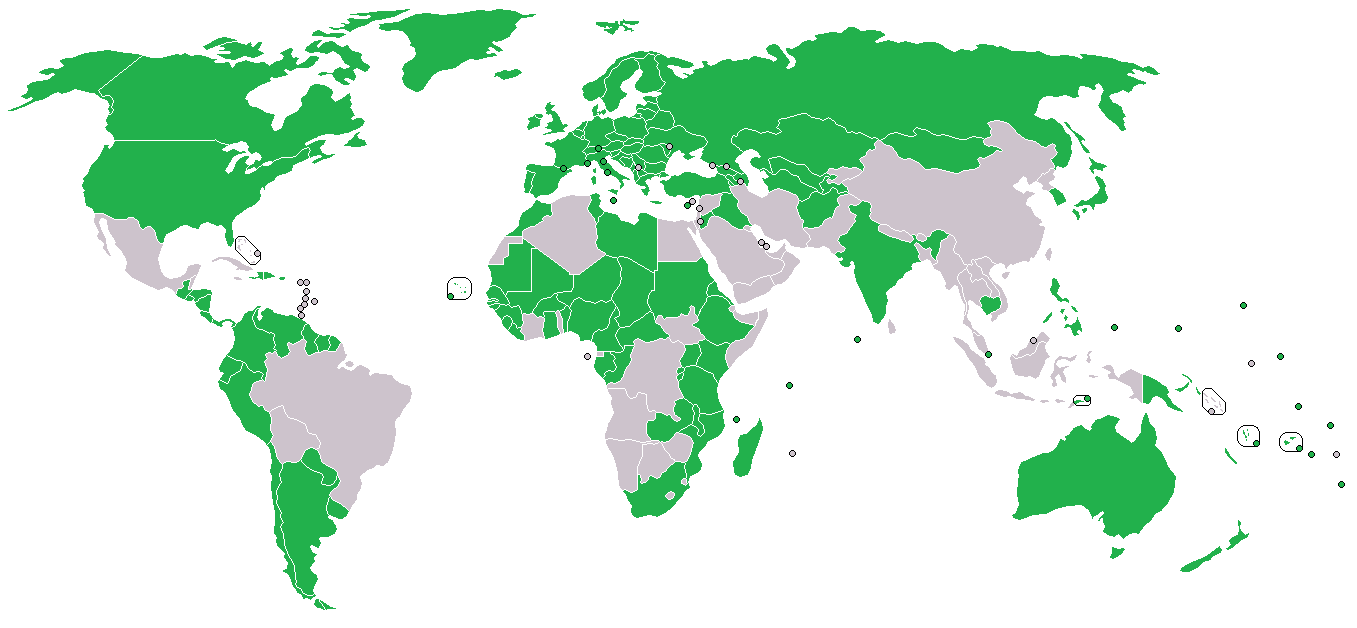
Stati che hanno sottoscritto il Codice internazionale di condotta dell'Aia contro la proliferazione dei missili balistici

Il Codice internazionale di condotta dell'Aia contro la proliferazione dei missili balistici, noto anche come Codice di condotta dell'Aia (HCOC), fu istituito il 25 novembre 2002 come un accordo per prevenire la proliferazione dei missili balistici.
Lo HCOC è il risultato di sforzi internazionali per regolare l'accesso ai missili balistici che possono potenzialmente portare armi di distruzione di massa. Lo HCOC è il solo codice multilaterale nell'area del disarmo che sia stato adottato negli ultimi anni. È l'unico strumento normativo per verificare la diffusione dei missili balistici. Lo HCOC non bandisce i missili balistici, ma chiede di ridurre la loro produzione, le prove e l'esportazione.
Come concordato nella Conferenza dell'Aia, l'Austria funge da contatto centrale Immediato (segretariato esecutivo) e quindi coordina lo scambio di informazioni dell'HCOC.
Per creare un collegamento tra l'ONU e lo HCOC, che non fu negoziato nel contesto delle Nazioni Unite, fu presentata una risoluzione riguardante lo HCOC nel corso della 59ª come nella 60ª e 63ª sessione dell'Assemblea generale a New York.
Da quando l'HCOC è entrato in vigore, sono state tenute sedici conferenze degli Stati firmatari dell'HCOC. La 16ª Assemblea regolare degli stati firmatari dello HCOC ebbe luogo dal 6 al 7 giugno 2017 sotto la presidenza dell'ambasciatore polacco Marek Szczygieł.
L'India è entrata nell'HCOC il 1º giugno 2016.
Poiché il regime di controllo della tecnologia missilistica (MTCR) ha una missione simile, è un gruppo di esportazione di soli 35 membri.

## Appartenenza
Dalla sottoscrizione ed entrata in vigore del Codice HCOC nel novembre 2002 all'Aia, (Paesi Bassi) il numero dei firmatari è aumentato da 96 a 138 (Stati membri delle Nazioni Unite, le Isole Cook e la Santa Sede). India, che aderì il 1º giugno 2016, è l'ultimo firmatario dello HCOC.
I 57 stati non-firmatari sono:
- Algeria
- Angola
- Arabia Saudita
- Bahamas
- Bahrein
- Bangladesh
- Barbados
- Belize
- Bhutan
- Bolivia
- Botswana
- Brasile
- Cina
- Costa d'Avorio
- Cuba
- Egitto
- Giamaica
- Gibuti
- Grenada
- Guinea Equatoriale
- Indonesia
- Iran
- Israele
- Kuwait
- Kirgizistan
- Laos
- Libano
- Lesotho
- Malaysia
- Mauritius
- Messico
- Myanmar
- Namibia
- Nauru
- Nepal
- Niue
- Nord Corea
- Oman
- Pakistan
- Qatar
- Saint Lucia
- Saint Vincent e Grenadine
- São Tomé e Príncipe
- Solomon Islands
- Somalia
- Sudan del Sud
- Sri Lanka
- Siria
- Swaziland
- Tailandia
- Togo
- Trinidad e Tobago
- United Arab Emirates
- Vietnam
- Yemen
- Zimbabwe

Nessuno stato con riconoscimento limitato ha sottoscritto questo codice.